# One Mysterious Night
One Mysterious Night is een Amerikaanse misdaadfilm uit 1944 onder regie van Budd Boetticher.

## Verhaal
De ex-crimineel Horatio Black werkt thans als privédetective. Hij wordt verdacht van de roof van een kostbare diamant. De politie weet zich geen raad meer en sluit een akkoord met hem. Ze zijn bereid de aanklacht te laten vallen, mits hij de diamant terugvindt. De journaliste Dorothy Anderson loopt hem almaar voor de voeten tijdens zijn onderzoek.

## Rolverdeling
| Acteur          | Personage           |
| --------------- | ------------------- |
| Chester Morris  | Horatio Black       |
| Janis Carter    | Dorothy Anderson    |
| William Wright  | Paul Martens        |
| Richard Lane    | Inspecteur Farraday |
| George E. Stone | De Hummel           |
| Robert Williams | Matt Healy          |
| Mark Roberts    | George Daley        |